# Giovanni Ferrari
Giovanni Ferrari (Alessandria, 6 de dezembro de 1907 - Milão, 2 de dezembro de 1982) foi um futebolista e técnico de futebol italiano. Estatisticamente, foi um vencedor incrível: titular da campanha da seleção italiana campeã pela primeira vez da Copa do Mundo, na edição de 1934, foi igualmente titular no bicampeonato, na edição de 1938. Apesar dos títulos seguidos, somente ele e o astro Giuseppe Meazza foram titulares nas duas campanhas. Ferrari também deteve por muito tempo um recorde de títulos no campeonato italiano: oito, marca que foi exclusivamente sua por quarenta anos. Foi superado apenas por Gianluigi Buffon, já no ano de 2018, mas segue entre os cinco jogadores que já venceram a Serie A por três equipes diferentes. E apenas ele, Giovanni Trapattoni e Cesare Maldini representaram a Itália como jogador e como treinador na Copa do Mundo FIFA, com a diferença de que Ferrari pôde (como jogador) ser campeão.
Cinco dos seus títulos na Serie A foram pela Juventus, onde é considerado um dos vinte maiores jogadores que o clube teve. Pela seleção, era considerado a referência maior no meio-campo ofensivo na década de 1930, demonstrando um futebol técnico, eficiente e bastante competitivo, Dificilmente perdeu por seu país: foram 32 vitórias e somente três derrotas. como meia central de boa presença no ataque e grande executor do ofício denominado mezz'ala.

## Carreira em clubes

### Alessandria e Internapoli
Ferrari começou no Alessandria, de sua homônima cidade natal, em 1923. O clube obteve dois quintos lugares seguidos no campeonato italiano, nas temporadas 1923-24 e 1924-25.[carece de fontes?]
Na temporada 1925-26, foi repassado à Internapoli, onde teve um desempenho destacado, com mais de um gol por jogo: marcou 16 vezes em 15 partidas. O clube napolitano terminou em terceiro e Ferrari, na vice-artilharia do torneio. Devolvido ao Alessandria, manteve boa média nas temporadas seguintes, com 10 gols em 18 jogos na de 1926-27, e um quarto lugar no campeonato; 21 em 32 na de 1927-28, e um terceiro lugar; 10 em 29 na de 1928-29, e novo terceiro lugar; e 19 em 26 na de 1929-30, incluindo sobre Roma (vitória de 3-1), os três do seu time em 3-3 com o Torino (e outro em 2-2 no returno contra o mesmo clube), contra a Internazionale (então chamada Ambrosiana, que venceu por 2-1), Lazio (4-2) e Milan - que abriu o placar faltando vinte minutos para o fim, mas perdeu de virada por 2-1 com Ferrari marcando o segundo no minuto 86. O Alessandria terminou em sexto e Ferrari, em quarto na artilharia.[carece de fontes?]
Em 1930, fez sua estreia pela seleção italiana, ainda como jogador do Alessandria. No mesmo ano, passou à Juventus.

### Juventus

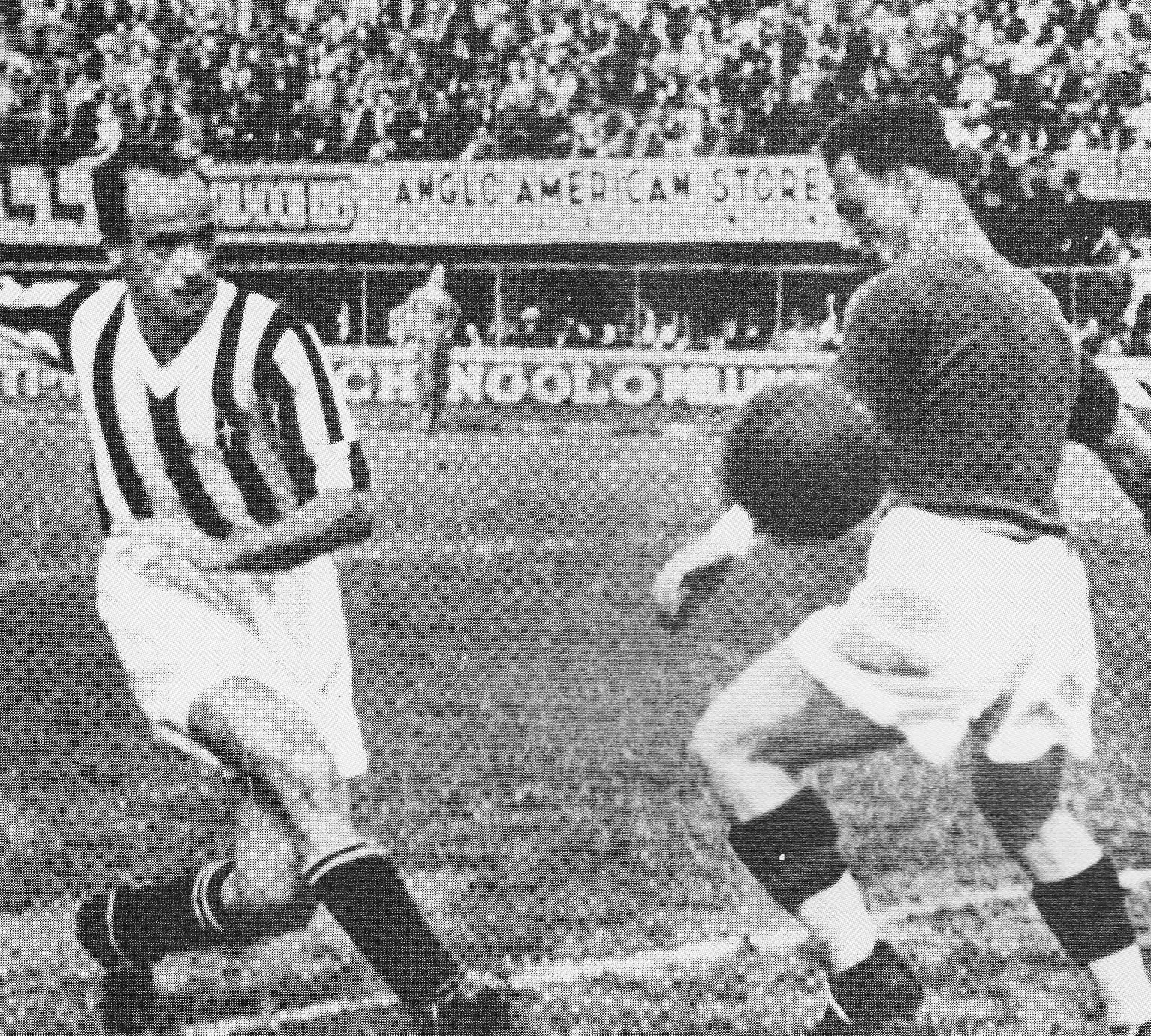
Marcando pela Juventus gol sobre a Fiorentina em 1935. Foi o gol do pentacampeonato

Na época, a equipe de Turim tinha apenas dois títulos no campeonato italiano. Ainda estava abaixo dos nove do Genoa, dos sete do Pro Vercelli e dos três do Milan. Da temporada 1930-31 até a de 1934-35, contudo, a Juve obteve cinco títulos seguidos na competição, então um recorde, superado somente pelo heptacampeonato do mesmo clube entre 2012 e 2018.[carece de fontes?] Ferrari esteve nestes cinco troféus, sendo um dos grandes nomes do esquadrão, somando 68 gols naquele ciclo.
Na primeira temporada, a de 1930-31, Ferrari, em 34 jogos, marcou 16 vezes. Dentre eles, dois em 3-0 sobre o próprio Genoa fora de casa, um em 3-2 fora de casa sobre a Ambrosiana-Inter, um em 3-3 com o Milan e um em 2-1 fora de casa sobre o Napoli. Na segunda, foram 17 gols em 33 jogos, marcando duas vezes em 5-3 no Napoli, uma em 2-0 no Milan, em 3-0 no seu antigo Alessandria, em 6-2 sobre a Ambrosiana-Inter (e outros dois em 4-2 no returno, em Milão), duas em 7-1 na Roma e um em 3-0 no clássico com o Torino.[carece de fontes?]
Na temporada 1932-33, foram onze gols em 33 jogos. Três desses gols vieram em uma só partida, contra o Casale. Ferrari marcou também em 4-1 e em 4-2 nas velhas potências Genoa e Pro Vercelli, respectivamente, além de outro em 3-0 no Alessandria. A Juve foi campeã com oito pontos de vantagem sobre o vice. na de 1933-34, Ferrari voltou a ter bons números contra o Casale (duas vezes em 6-1 e outra em 3-0 fora de casa no returno), com o rival Torino (um em 4-0), Genoa (um em 8-1), Alessandria e Roma (um gol em dois 3-1 sobre ambos), Milan (dois em 4-0) e Pro Vercelli (um em 2-0 fora de casa).[carece de fontes?]
A fase naturalmente fez com que os jogadores bianconeri compusessem a base da seleção na ocasião da Copa do Mundo FIFA de 1934. O pentacampeonato viria na temporada subsequente, a de 1934-35. Nela, Ferrari marcou sete gols em 26 jogos, incluindo o da vitória de 2-1 de virada sobre o Napoli, a oito minutos do fim; o único do 1-0 contra a Ambrosiana-Inter; três em 6-1 sobre a Lazio; e o único de 1-0 sobre a Fiorentina, exatamente o gol do título, na rodada final - o clube de Turim terminou dois pontos acima da Ambrosiana, que em paralelo perdeu sua partida.[carece de fontes?]
Ferrari, todavia, deixou o clube pouco depois, em meio à tragédia aérea que matou o presidente juventino Edoardo Agnelli, a qual mudou os rumos da diretoria bianconera. O jogador rumou à Ambrosiana-Inter, nome da Internazionale na época,[carece de fontes?] em tempos nos quais ainda não existia o Derby D'Italia, rivalidade que a seria fomentada apenas na década de 1960 entre Inter e Juve. Seu ex-clube só voltaria a ser campeã na temporada 1949-50.[carece de fontes?]

### Inter
Sua contratação era um sonho da diretoria interista, que conseguia reproduzir no time de Milão a dupla que já funcionava na seleção, entre Ferrari e Giuseppe Meazza, que mantiveram o bom entrosamento no clube. Após cinco anos na Juventus, Ferrari passou outros cinco anos na Inter, deixando os nerazzurri em 1940. Conseguiu no time  mais dois títulos italianos, nas temporadas 1937-38 e 1939-40, além da Copa da Itália de 1938-39, a primeira do clube.[carece de fontes?]
Foram 8 gols em 25 partidas na temporada 1935-36, incluindo um cada sobre o Torino (3-3 fora de casa e 4-0 em Milão), Roma (5-1) e Lazio (3-1), embora seu clube não tenha ido além do quarto lugar. Na de 1936-37, foram sete gols em trinta jogos, com os milaneses apenas em sétimo. Ferrari marcou sobre Torino (1-0) e Napoli (derrota de 2-1), dentre outros.[carece de fontes?]
Na temporada 1937-38, foram nove gols em trinta partidas. A Inter, enfim, foi campeã, com dois pontos de vantagem sobre a Juventus. Ferrari marcou em vitória de 2-1 no clássico com o Milan, em cada duelo contra a própria Juventus (vitória e derrota de 2-1), em 3-1 na Lazio, em 1-1 com o Torino e no 1-0 sobra a Roma, já na penúltima rodada. Nas duas temporadas seguintes, porém, Ferrari já não marcou gols, usado quinze vezes na de 1938-39 e oito na de 1939-40. A Inter ficou respectivamente em terceiro e em primeiro lugar.[carece de fontes?]

### Bologna e final
Em meados de 1940, ele foi jogar no Bologna, na época uma potência conhecida como "o time que faz a Terra tremer", e quem se intercalava em títulos com a Inter, ganhando os outros três disputados entre 1935 e 1940. Nos felsinei, conseguiu um novo título italiano, na temporada 1940-41. Jogou 16 vezes, convertendo dois gols, precisamente nas duas primeiras rodadas, no 2-1 sobre Roma e na derrota de 3-1 para a Juventus.[carece de fontes?]
O Bologna só foi campeão uma única outra vez após aquela temporada.[carece de fontes?] O recorde de oito títulos italianos acumulados por Ferrari só seria igualado em 1984, por Giuseppe Furino, e superado em 2018, por Gianluigi Buffon. Já a conquista da Serie A por três clubes diferentes seria igualada por Sergio Gori, Pietro Fanna, Aldo Serena e Attilio Lombardo. Após o título com o Bologna, Ferrari voltou à Juventus para a última temporada da carreira de jogador, pendurando as chuteiras em 1942, após seis jogos e um gol no retorno à Juve, sobre o Liguria.[carece de fontes?]

## Seleção
Ferrari estreou pela Itália em 9 de fevereiro de 1930, em vitória por 4-2 sobre a Suíça em Roma. Na época, ainda defendia o Alessandria. A segunda partida veio cerca de um ano depois, em vitória por 5-0 sobre a França em Bolonha. Já era jogador da Juventus. Na quinta partida, marcou pela primeira vez pela Azzurra, que na ocasião venceu por 2-0 Portugal dentro da cidade do Porto.[carece de fontes?]
O pentacampeonato da Juventus entre 1931-35 fez com que naturalmente os jogadores do clube formasse a base da seleção e Ferrari esteve entre os titulares da Itália nesse período rumo à Copa do Mundo FIFA de 1934, a ser realizada no país. Antes do mundial, marcou o gol italiano no empate em 1-1 com a Inglaterra em Roma, em 13 de maio de 1933.[carece de fontes?] A importância do resultado reside no contexto da época, em que os ingleses julgavam ter por direito a melhor seleção do mundo, isolando-se de competições internacionais a ponto de recusarem o convite de disputarem o próprio mundial de 1934. Ferrari abriu o placar já aos 4 minutos de jogo. O empate viria no minuto 54.[carece de fontes?]

### Copa do Mundo de 1934

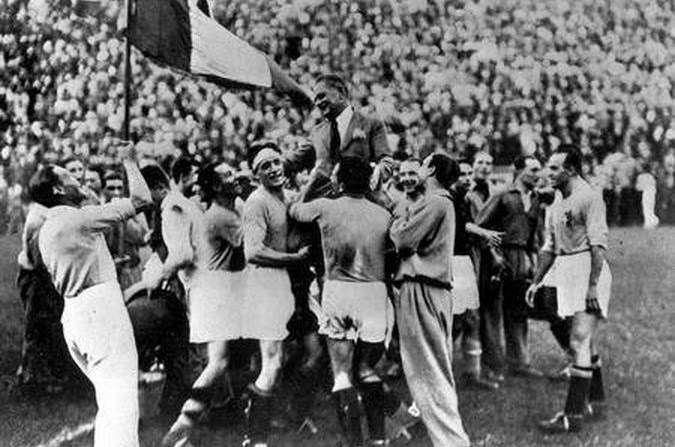
Jogadores italianos erguem o treinador Vittorio Pozzo após a final da Copa do Mundo FIFA de 1934. Ferrari é a pessoa mais à direita, de perfil, facilmente distinguível pelos cabelos calvos

A edição de 1934 foi a única na qual o país-sede precisou jogar as eliminatórias, as primeiras realizadas para uma Copa do Mundo FIFA. O único compromisso italiano foi uma vitória por 4-0 sobre a Grécia, já em 25 de março de 1934, em Milão. Ferrari marcou um dos gols.[carece de fontes?] Na estreia, em Milão, a Azzurra venceu por 7-1 o terceiro colocado na Copa do Mundo FIFA de 1930, os Estados Unidos. Ferrari fez aos 18 minutos do segundo tempo quarto gol italiano, seis minutos após o adversário alterar o placar para 3-1.
Ele também marcou na partida seguinte, contra a Espanha, que havia aberto o placar, aproveitando um rebote do goleiro Ricardo Zamora, ainda que em lance considerado faltoso no qual o colega Angelo Schiavio teria impedido Zamora de movimentar-se. A arbitragem não anulou e o empate em 1-1 em Florença perseverou ao fim da prorrogação, em partida que extenuou alguns jogadores. Pelo regulamento da época, as duas seleções deveriam se enfrentar novamente já no dia seguinte. Ferrari foi um dos poupados, substituído pelo argentino Attilio Demaría, mas os anfitriões venceram por 1-0.
Ferrari voltou na partida contra uma sensação do torneio, o Wunderteam da Áustria, cuja exibição terminou decepcionante, prejudicada pela chuva a tornar o gramado pesado em Milão. A Itália venceu novamente por 1-0, classificando-se para a decisão.
Na final da Copa, foi de Ferrari a assistência para o primeiro gol italiano, em outro lance polêmico: a Tchecoslováquia reclamou bastante de que ele teria usado o braço e não o peito para dominar a bola antes de entrega-la a Raimundo Orsi. O juiz chegou a consultar o bandeirinha, e acabou validando o lance após a confirmação do auxiliar de que a jogada fora legal.
O adversário havia aberto o placar apenas cinco minutos antes, já aos 31 minutos do segundo tempo. Os italianos passaram à frente já no início da prorrogação e depois retrancaram-se com sucesso para garantir uma sofrida vitória por 2-1.

### Copa do Mundo de 1938

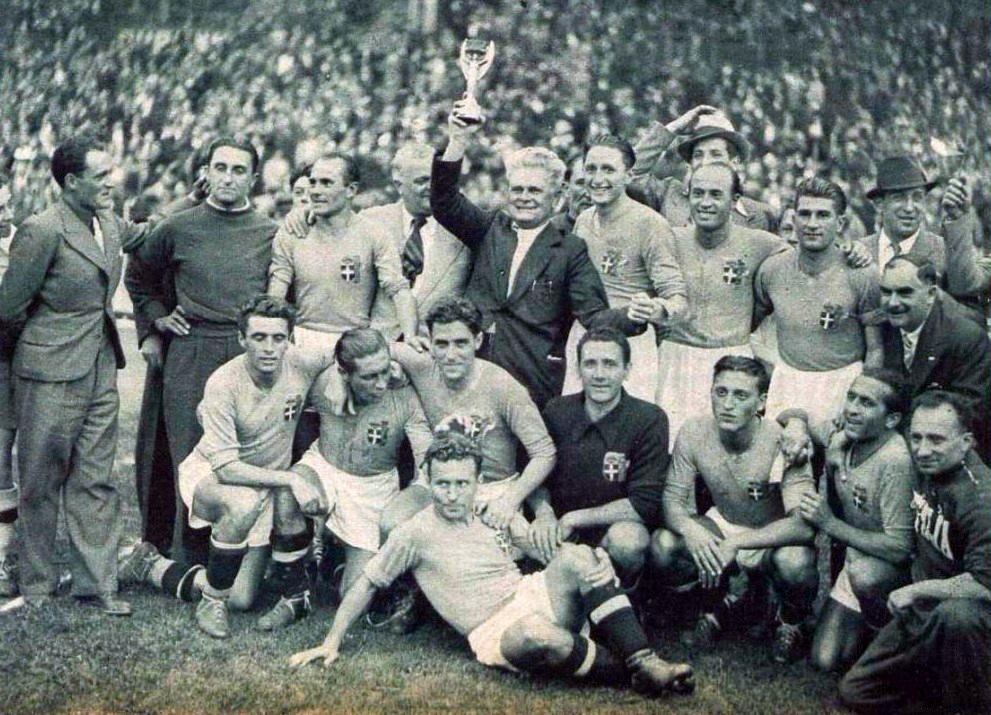
O treinador Vittorio Pozzo com a taça Jules Rimet, rodeado por seus jogadores após a final da Copa do Mundo FIFA de 1938. Ferrari é o penúltimo jogador em pé

Após o título, seguiu na seleção em cada ano até a Copa do Mundo seguinte, já como jogador da Internazionale (então Ambrosiana-Inter). Marcou mais cinco gols, um deles em empate em 1-1 com a Alemanha em Berlim em 15 de novembro de 1936.[carece de fontes?] A Itália manteve uma invencibilidade de 17 partidas, desde outubro de 1935, chegando embalada à Copa de 1938 especialmente em função de goleadas nos últimos amistosos: 6-1 na Bélgica, em Milão, e 4-0 na Iugoslávia, em Gênova, com Ferrari marcando nesta partida.[carece de fontes?]
Até o mundial, a seleção, porém reformulou-se bastante, tendo um elenco considerado ainda melhor que o de 1934, rejuvenescendo um time que havia sido campeão com média de idade próxima dos 30 anos.  Conservou para 1938 apenas quatro campeões da edição anterior: Ferrari, Giuseppe Meazza, Eraldo Monzeglio e Guido Masetti.[carece de fontes?] Somente Meazza e Ferrari foram campeões e titulares nas duas Copas. Ferrari jogou em todas as partidas, dessa vez sem marcar gols;[carece de fontes?] dessa vez, sua tarefa era a de municiar, junto de Meazza, os atacantes Silvio Piola e Gino Colaussi. Ferrari e Meazza agora eram colegas de Inter, o que favoreceu um maior entrosamento entre eles.
Em uma dessas partidas, a Azzurra eliminou nas quartas-de-final a anfitriã França, vencendo por 3-1 em Paris, em ocasião lembrada pelos italianos vestirem-se totalmente de preto, a cor do fascismo, por conta do adversário também usar a cor azul. Fizeram também a saudação fascista antes da partida, no que foram vaiados. Contra o Brasil, a Itália ganhou graças a um famoso pênalti cometido por Domingos da Guia, existindo versão de que o lance foi fruto de pontapés mútuos entre ele e Ferrari. Na versão mais famosa, a falta de Domingos foi sobre Piola.
Ferrari teve boas condições para marcar um gol na final, mas preferiu passar a bola, exatamente no que foi considerado o gol mais bonito da decisão: aos 16 minutos do jogo contra a Hungria, a partida já estava empatada em 1-1. Foi quando os italianos realizaram um lance de bastante sincronia, rolando a bola dentro da área húngara sem que a defesa adversária conseguisse interceptar. Começou com Gino Colaussi, pela esquerda, que passou a Silvio Piola, pelo centro. Piola tocou a Ferrari, que estava em boa posição para arrematar, com o gol à sua frente. Ele, porém, repassou a bola a Meazza, que estava pela direita. Meazza driblou um marcador e entregou para Piola, na marca do pênalti, acertar o ângulo esquerdo de Antal Szabó. O jogo terminou em 4-2, A vitória foi considerada tranquila justa, com os húngaros não dando a impressão de que evitariam-na mesmo quando chegaram a diminui-la momentaneamente para 3-2.
Após o bicampeonato, Ferrari jogou mais duas vezes pela Itália, a última delas em vitória por 1-0 sobre a França em Nápoles, em 4 de dezembro daquele mesmo ano. Ao todo, forma 44 jogos e 14 gols por seu país.[carece de fontes?]

## Treinador

### Copa do Mundo de 1962

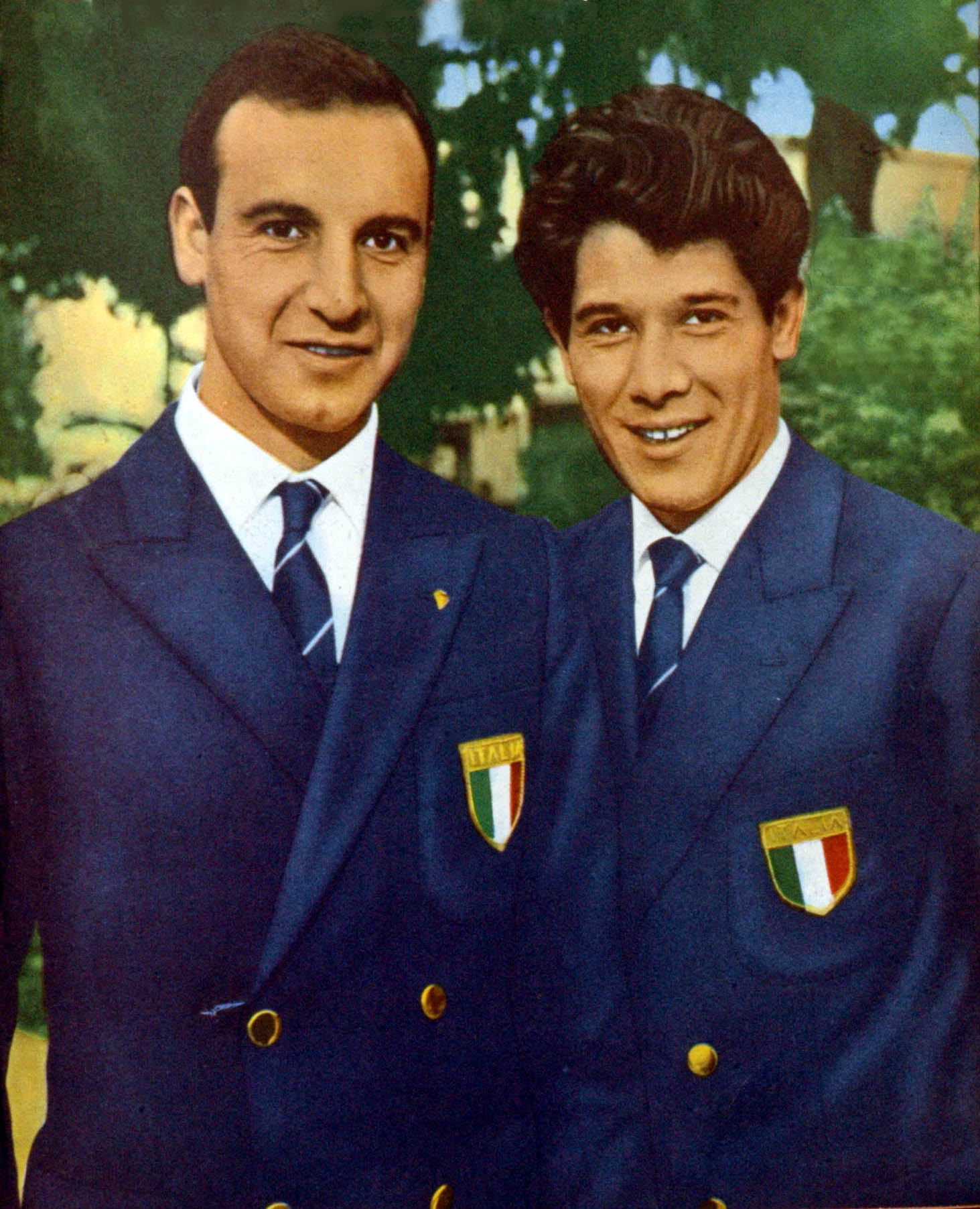
Os argentinos Humberto Maschio e Omar Sívori com o terno da seleção italiana na Copa do Mundo FIFA de 1962, onde Ferrari foi técnico. Ferrari recorreu bastante a estrangeiros como treinador da Azzzurra

Após treinar a Ambrosiana-Inter e clubes menores, foi designado técnico da seleção italiana no fim da década de 1950, após o insucesso da Azzurra em classificar-se à Copa do Mundo FIFA de 1958. Estreou ainda em 1958, em empate em 1-1 com a Tchecoslováquia em Gênova em 13 de dezembro.[carece de fontes?] Classificou o país à Copa do Mundo FIFA de 1962, mas, ao não vislumbrar a quantidade ideal de talento entre os jogadores nativos do país, recorreu a muitas naturalizações de ítalo-estrangeiros: nas eliminatórias e/ou na convocação final, utilizou o brasileiro Ângelo Sormani, José João "Mazzola" Altafini e os argentinos Omar Sívori, Humberto Maschio (os quatro, na lista final), Antonio Angelillo e Francisco Loiácono.
A seleção terminou precocemente eliminada na primeira fase. A estreia foi marcada pela falta de determinação mútua dos jogadores italianos e da Alemanha Ocidental, que empataram em 0-0. Insatisfeito, Meazza promoveu seis alterações para a partida seguinte, contra o anfitrião Chile. O jogo, porém, terminou marcado pela violência excessiva e os europeus terminaram com dois jogadores expulsos e derrotados por 2-0, em tensão deflagrada por reportagens italianas antes do torneio consideradas como injuriosas pelo povo chileno. O resultado eliminou a Itália já na segunda rodada, terminando inútil a vitória por 3-0 sobre a Suíça na terceira partida.
Bicampeão mundial, morreu no final do ano em que a Itália finalmente conquistou o tricampeonato, quatro dias antes de seu 75o aniversário.

## Títulos

### Juventus
- Campeonato Italiano: 1931-32, 1932-33, 1933-34, 1934-35

### Internazionale
- Campeonato Italiano: 1937-38 e 1939-40
- Copa da Itália: 1938-39

### Bologna
- Campeonato Italiano: 1940-41

### Seleção Italiana
- Copa do Mundo FIFA: 1934 e 1938